# Annibale Ninchi
Annibale Ninchi, né le 20 novembre 1887 à Bologne et mort le 15 janvier 1967 à Pesaro, est un acteur de cinéma et de théâtre ainsi qu'un écrivain italien.

## Biographie

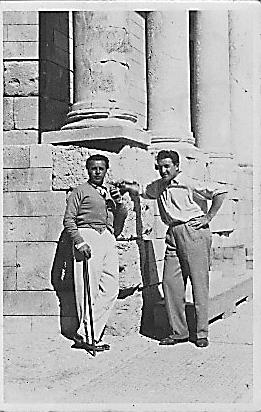
Annibale et Carlo Ninchi.

Annibale Ninchi naît à Bologne le 20 novembre 1887 d'Arnaldo Ninchi et de Lidia Bedetti. Son père Arnaldo est un colonel du Génie originaire d'Ancône. Il sera le premier d'une famille d'acteurs, parmi lesquels son frère Carlo Ninchi, sa cousine Ave Ninchi et son fils Arnaldo Ninchi.
En 1903, il s'inscrit à Florence à l'école royale de théâtre Tommaso Salvini dirigée par Luigi Rasi (it). La même année, il rentre dans la troupe de Giacinta Pezzana et Flavio Andò.
Il commence au cinéma muet dès 1909. Le 22 janvier 1910, il est initié à la franc-maçonnerie auprès de la Loge XI septembre 1860 à l'Orient de Pesaro. En 1911, il passe au teatro Argentina, puis en 1916 à la Compagnie dramatique de Rome. En 1919, il entre dans la troupe d'Ernesto Ferrero et Maria Letizia Celli. Il fonde ensuite sa propre troupe, la Compagnia drammatica italiana Annibale Ninchi, dont il est le principal acteur. Il reviendra ensuite aux troupes des autres.
En 1925, son spectacle Le Cocu magnifique est suspendu par le gouvernement fasciste. Il joue donc pour la première fois dans un premier rôle en 1937 dans Scipione l'Africain de Carmine Gallone, dans lequel son frère Carlo a aussi un petit rôle. Il enseigne ensuite à l'Accademia Nazionale di Arte Drammatica "Silvio D'Amico" di Rome. Certaines des pièces où il joue sont diffusées à la radio et à la télévision.
En 1946, il écrit une autobiographie, Annibale Ninchi racconta... (Pagine spregiudicate di un chierico-vagante), où il raconte la vie des acteurs au début du XXe siècle. Il a aussi écrit de nombreux textes de théâtre.
Au début des années 1960, le réalisateur Federico Fellini le choisit pour incarner le père de son alter ego cinématographique, Marcello Mastroianni, dans deux de ses chefs-d'œuvre : La dolce vita en 1960 et 8½ en 1963.
En 1966, il prend sa retraite théâtrale et meurt l'année suivante en 1967.

## Œuvres écrites
- 1922 : Caino
- 1922 : Le colpe degli altri
- 1923-25 : Orfeo
- 1923-25 : L'altra verità
- 1929 : Il Poeta Malandrino, éditions Alpes
- 1931 : Maschera d'oro
- 1934 : Mirabeau
- 1942 : Ufficiali bianchi
- 1946 : Annibale Ninchi racconta... (Pagine spregiudicate di un chierico-vagante), éditions Nazzari e Ninchi, 297 p.
- 1947 : Un signore in grigio
- 1955 : Il Tribuno innamorato, éditions G. Casini
- 1960 : L'ultima notte di Marlowe

## Filmographie

### Films muets
- 1909 : Carmen (it) de Gerolamo Lo Savio
- 1914 : Ninna nanna de Guglielmo Zorzi (it)
- 1914 : Il grido dell'innocenza de Augusto Genina
- 1915 : La Gorgona de Mario Caserini
- 1915 : I pagliacci de Francesco Bertolini
- 1917 : L'ombra del sogno de Rastignac
- 1917 : La piccola fonte de Roberto Roberti
- 1918 : Pastor Fido de Telemaco Ruggeri
- 1918 Le mariage de Chiffon d'Alberto Carlo Lolli

### Films parlants
- 1935 : Fiordalisi d'oro (it) de Gioacchino Forzano
- 1937 : Scipione l'Africain de Carmine Gallone
- 1938 : Adrienne Lecouvreur de Marcel L'Herbier
- 1950 : Il diavolo in convento (it) de Nunzio Malasomma
- 1955 ; Il n'y a pas de plus grand amour de Giorgio Bianchi
- 1955 : Adriana Lecouvreur de Guido Salvini
- 1957 : Papà Eccellenza de Tatiana Pavlova (en)
- 1957 : Medea de Claudio Fino (it)
- 1959 : Vent du sud (Vento del Sud) d'Enzo Provenzale
- 1960 : La dolce vita de Federico Fellini
- 1961 : Constantin le Grand (Costantino il grande) de Lionello De Felice
- 1961 : Les Grandes Personnes de Jean Valère
- 1961 : Quelle joie de vivre de René Clément
- 1961 : Un soir sur la plage de Michel Boisrond
- 1962 : Horace 62 d'André Versini
- 1962 : I lancieri neri de Giacomo Gentilomo
- 1963 : 8½ de Federico Fellini
- 1966 : Œdipe à Colone de Maner Lualdi

## Prix et distinctions
- Commandeur puis  grand officiel de l'ordre du mérite de la République italienne, nommé par le président de la République italienne Luigi Einaudi ;
- Prix Vallecorsi de Fabriano ;
- Médaille d'or AGIS pour la carrière ;
- Medaille d'or du Teatro Antico di Siracusa en reconnaissance de l'interprétation du drame grec classique ;
- Prix Renato Simoni « Une vie pour le théâtre ».

### Crédits de traduction
- (it) Cet article est partiellement ou en totalité issu de l’article de Wikipédia en italien intitulé « Annibale Ninchi » (voir la liste des auteurs).